# Karoonda
Karoonda è una città dell'Australia Meridionale (Australia); essa si trova 140 chilometri ad est di Adelaide ed è la sede della Municipalità di Karoonda East Murray. Al censimento del 2006 contava 514 abitanti.